# Підласа Роксолана Андріївна
Роксолана Андріївна Підласа (нар. 25 січня 1994, Черкаси) — українська політична діячка та економістка, Голова Комітету з питань бюджету Верховної Ради України. Колишня радниця Міністра економічного розвитку і торгівлі України. Започаткувала Національну програму стажувань в центральних органах виконавчої влади.
21 липня 2019 року на парламентських виборах обрана у народні депутати за списком партії «Слуга народу» (№ 100 у списку). Колишня заступниця голови Комітету з питань економічного розвитку у Верховній Раді України IX скликання (2019—2022).

## Життєпис
Народилася у місті Черкаси. Закінчила Київський економічний університет ім. Гетьмана за фахом «Міжнародна економіка». Отримала другу вищу освіту в Київській школі економіки за фахом «Публічна політика та врядування».
В 2014 році стажувалась в Представництві Європейського Союзу в Україні. В 2014—2015 роках працювала в Американській торговельній палаті в Україні. В 2015—2016 роках — проектна менеджерка Українського кризового медіа-центру, де спеціалізувалась на комунікації реформ в сфері енергетики.
В 2015 році була учасницею програми Державного департаменту США «International Visitor Leadership Program» за напрямом «стратегічні комунікації».
З березня 2016 року працювала в Міністерстві економічного розвитку і торгівлі як незалежна консультантка та керівниця команди комунікацій (з квітня 2016 року). В грудні 2017 року була призначена на посаду радника Міністра на громадських засадах.
В період з 2016 по 2018 рік Роксолана Підласа відповідала за координацію публічної діяльності Міністерства економічного розвитку і торгівлі України, взаємодію з засобами масової інформації. Керувала командою комунікацій Міністерства.
З грудня 2018 виконувала функції речника Міністерства економічного розвитку і торгівлі України.
В 2018 році Роксолана Підласа ініціювала запуск Національної програми стажувань в центральних органах виконавчої влади. Роксолана Підласа обіймала посаду секретаря Координаційного комітету Національної програми стажувань в центральних органах виконавчої влади та здійснювала загальне керівництво Програмою.

## Громадська діяльність
2011—2014 — член молодіжної ГО «Європейський молодіжний парламент — Україна». В 2014 році була обрана віцепрезиденткою з міжнародних відносин. Відповідала за представлення організації на міжнародній арені та підготовку делегацій ЄМП-Україна до міжнародних сесій Європейського молодіжного парламенту. В 2012 році Роксолана Підласа була головною організаторкою серії регіональних конференцій ЄМП в 15 містах України. Конференції мали на меті залучити молодь до обговорення найбільш актуальних проблем України та ЄС, а також до демократичних дебатів за прикладом Європейського парламенту.
Роксолана Підласа взяла участь в понад 30 конференціях Європейського молодіжного парламенту в Україні, Косово, Латвії, Німеччині, Португалії, Сербії, Фінляндії, Франції. Виступала у якості делегатки, пізніше — голови комітету та віце-президента.
Після російського вторгнення в Україну, займалась волонтерською діяльністю — організувала логістичний хаб, який доставив в Україну майже 600 тонн гуманітарної допомоги з країн ЄС[ангажоване джерело].

## Політика
На парламентських виборах 2019 року була обрана народним депутатом від партії «Слуга народу» (№ 100 у виборчому списку).
На посаді заступниці голови комітету з питань економічного розвитку займалась питаннями приватизації, публічних закупівель, антимонопольною реформою, законодавством у сфері інтелектуальної власності.
Згідно з аналітикою руху ЧЕСНО за рік роботи парламенту 9 скликання законопроекти Підласої ухвалювали досить часто. 2020 року 30 з 77 поданих Підласою ініціатив стали законами. Також більшість поданих нею поправок зазвичай враховують[відсутнє в джерелі].
В травні 2022 року Підласа виступала на Всесвітньому економічному форумі в Давосі з закликом розблокувати українські морські порти та відновити експорт агропродукції з України.
Ініціювала денонсацію Договору про зону вільної торгівлі з СНД.
13 грудня 2022 Верховна Рада України обрала Підласу головою Комітету з питань бюджету.
17 січня 2024 в ефірі ICTV заявила, що для фінансування мобілізації потрібно розглянути  можливість введення прогресивної ставки військового збору, а також ввести податок "на розкіш" при купівлі дорогих телефонів та автівок.
22 липня 2025 року проголосувала за проєкт закону 12414, що обмежує Національне антикорупційне бюро України та Спеціалізовану антикорупційну прокуратуру. Закон викликав хвилю антикорупційних протестів.

## Рейтинги
- «100 найвпливовіших українців за версією журналу „Фокус“» — № 58[27].
- перспективні українські політики (2021) за версією видання Gazeta.ua — № 4[28].
- корисність народних депутатів від VoxUkraine — № 4[29].
- «100 найвпливовіших жінок» за версією журналу «Фокус»(2019)[30].